# Одрижин
Одрижин (у просторіччі — Дрижин, біл. Адрыжын) — село в Білорусі, у Іванівському районі Берестейської області. Орган місцевого самоврядування — Одрижинська сільська рада.

## Географія
Розташоване на березі Піщаного озера, за 7 км від білорусько-українського державного кордону, за 27 км від залізничної станції Янів-Поліський.

## Історія
Вперше згадується в XVI столітті як власність князів Курцевичів. У ХІХ столітті власниками маєту в селі були російські князі Щербатові. У 1941—1944 роках німці спалили в селі 113 дворів і вбили 78 мешканців. До 1952 року в околицях Одрижина діяло українське підпілля.

## Населення
За переписом населення Білорусі 2009 року чисельність населення села становила 700 осіб.